# L'Auriera
L'Auriéra (en francès Laurière) és un municipi francès situat al departament de l'Alta Viena i a la regió de la Nova Aquitània.

## Demografia
| 1962                                       | 1968 | 1975 | 1982 | 1990 | 1999 | 2006 | 2007 | 2008 |
| ------------------------------------------ | ---- | ---- | ---- | ---- | ---- | ---- | ---- | ---- |
| 747                                        | 800  | 696  | 688  | 601  | 578  | 621  | 630  | 612  |
| Des de 1962: població sense dobles comptes |      |      |      |      |      |      |      |      |

## Administració
| Període   | Identitat        | Partit |
| --------- | ---------------- | ------ |
| 1956-1959 | René Deslandes   |        |
| 1959-1983 | Maxime Duchâteau |        |
| 1983-1989 | René Charles     |        |
| 1989-     | Georges Bayle    |        |